# سارلاغاب
سارلاغاب أو زرلاغاب كان ثاني الحكام الجوتيين من سلالة جوتيان السومرية المذكورة في  قائمة الملوك السومريين على أنه من المحتمل أنه حكم لمدة ست سنوات. عاش سارلاغاب في أواخر الألف الثالث قبل الميلادز
ربما كان سارلاغاب ملكا معاصرا للملك الأكادي شار كالي شاري، إذا كان هو نفس ملك جوتيان شارلاغ الذي أسرهشار كالي شاري وفقًا لأحد أسمائه في السنة: «السنة التي سركاليزاري أسير سزارلاغ ملك جوتيوم»وفقًا لقائمة الملك، كان خليفة إنكيشوش. ثم خلف شولميسارلاغاب.